# نادي بني يهودا تل أبيب
نادي بني يهودا تل أبيب لكرة القدم هو نادي كرة قدم إسرائيلي يقع في تل أبيب وتأسس في عام 1936 على يد ناتان سولامي وأصدقاءه. يلعب حالياً في الدوري الإسرائيلي الممتاز ويلعب مبارياته البيتية على ملعب بلومفيلد.

## البطولات
| البطولة                   | مرات الفوز | الأعوام أو المواسم                          |
| ------------------------- | ---------- | ------------------------------------------- |
| الدوري الإسرائيلي الممتاز | 1          | 1989–90                                     |
| كأس الدولة                | 2          | 1968، 1981                                  |
| كأس توتو                  | 2          | 1991–92، 1996–97                            |
| الدرجة الثانية            | 5          | 1958–59، 1972–73، 1977–78، 1984–85، 2014–15 |
| كأس السوبر الإسرائيلي     | 1          | 1989–90                                     |

## روابط خارجية
- الموقع الرسمي